# Bergiaria
Bergiaria is een geslacht van straalvinnige vissen uit de familie van de antennemeervallen (Pimelodidae).

## Soorten
- Bergiaria platana (Steindachner, 1908)
- Bergiaria westermanni (Lütken, 1874)